# Systemische Strukturaufstellung
Systemische Strukturaufstellungen (SySt) ist eine Schule im Bereich der systemischen Aufstellungen. Im Unterschied zu Systemaufstellungen wird bei systemischen Strukturaufstellungen davon ausgegangen, dass keine Systeme, sondern nur Strukturen (auch von Systemen) aufgestellt werden können. Daher sind Grundlage der Arbeit Formate, die auf typische Strukturen Bezug nehmen, z. B. Glaubenspolaritätenaufstellung, Tetralemma (Strukturaufstellung) etc. In systemischen Strukturaufstellungen werden neben menschlichen auch abstrakte Systemelemente (z. B. Ziele, Hindernisse, Ideen) berücksichtigt. Personen (Repräsentanten) übernehmen dabei die Rolle der einzelnen Teile und werden so aufgestellt, wie sie aus Sicht des Aufstellers der Position im inneren Bild zu dem aufgestellten Thema entsprechen. Durch die Empfindungen der aufgestellten Personen kann so ein Verständnis für Lösungsmöglichkeiten entstehen. Durch Veränderungen in der Aufstellung (Stellungsarbeit, Prozessarbeit oder Tests) können Lösungen zu Problemsituationen ausprobiert und erarbeitet werden. Anwendungsgebiete für systemische Strukturaufstellungen sind Familienthemen (Familienstrukturaufstellungen) ebenso wie Organisationsthemen (z. B. über teaminterne Teamaufstellungen oder Teamstrukturaufstellungen.) Für jede dieser Anwendungsgebiete gibt es unterschiedliche Formate und Grammatiken. Neben Personen als Repräsentanten für Elemente können Symbole oder Anker auf dem Boden, auf einem Monitor oder dem Systembrett benutzt werde.

## Übersicht
Entwickelt wurde die Systemische Strukturaufstellung von Matthias Varga von Kibéd und Insa Sparrer. Es lassen sich sowohl Aspekte interner Systeme (z. B. Körpersysteme, innere Anteile) als auch externer Systeme (z. B. Familien, Organisationen, Projekte) aufstellen. Systemische Strukturaufstellungen können z. B. bei Firmen eingesetzt werden, um Verbesserungen bei der Organisationsstruktur zu finden und auszuprobieren. Sie ermöglichen durch die Transparenz der systemischen Zusammenhänge Lösungsstrategien, die im Unternehmensalltag umsetzbar sind. Systemische Strukturaufstellungen öffnen einen Blick nicht nur für Unstimmigkeiten in formalen Bereichen, sondern zeigen auch informelle Aspekte einer Organisation. Im persönlichen Bereich können sie u. a. bei Entscheidungsproblemen, Konflikten oder Familienproblemen neue Lösungswege aufzeigen.
Bei den Aufstellungen werden die inneren Bilder der Anliegenbringer oder Klienten über das Stellen der Repräsentanten externalisiert (nach außen verlagert). Die Veränderungen im aufgestellten System können Veränderungen bei den inneren Bildern der Klienten bewirken. Dies ist inzwischen in der Psychotherapie und in der systemischen Beratung eine gängige Praxis.

## Ablauf
Der „Gastgeber“ der Aufstellung (bei der Familienaufstellung heißt er der „Aufstellungsleiter“) führt ein Vorgespräch, um das Anliegen des Klienten genau zu erfragen und einen Kontrakt mit ihm zu schließen. Dann wählt er eine passende Form der Systemischen Strukturaufstellung aus. Der Anliegenbringer wählt nun die einzelnen Repräsentanten (Personen) aus und stellt sie im Raum auf, so wie es aus seinem intuitiven Empfinden heraus richtig ist. Dadurch werden die Personen symbolisch zu einem Teil des aufgestellten Systems.
Über die Empfindungen der aufgestellten Personen (Phänomen der sog. „repräsentierenden Wahrnehmung“) können nun Problembereiche in dem „System“, das diese symbolisch verkörpern, erkannt werden. Durch „Stellungsarbeit“ (Veränderung der Anordnung der Personen) können die Auswirkungen von Veränderungen im System getestet werden. Durch „Prozessarbeit“ (z. B. durch das Aussprechen von Sätzen oder das Durchführen von Ritualen) können weitere Veränderungen erreicht werden.
Nach Beendigung der Aufstellungsarbeit wird ein Nachgespräch durchgeführt. Falls notwendig, kann die Strukturaufstellung in einer der folgenden Sitzungen weitergeführt oder wiederholt werden.

## Besonderheiten
Aufstellungsverfahren wurden in weiten Teilen der Öffentlichkeit vorrangig durch Familienaufstellungen und die Arbeit von Bert Hellinger bekannt, dessen aus den Ursprüngen der Familientherapie entwickelte Methode eine große Popularität erreichte aber sehr kontrovers diskutiert wird. Inzwischen differenzierten sich verschiedene Aufstellungsschulen heraus, die sich in ihren Prinzipien und in ihrer Arbeitsweise deutlich voneinander unterscheiden und vom Vorgehen Hellingers klar distanzieren. Die Systemische Strukturaufstellung – als eine dieser Schulen – weist folgende Besonderheiten auf:
- Die Leitung einer Systemischen Strukturaufstellung bedeutet, nicht – vorausschauend oder interpretierend – zu wissen, was geschieht, sondern als ein Gastgeber den Prozess für den Auftraggeber zu gestalten. Auf eine Deutung von Seiten der Leiter wird weitgehend verzichtet.
- Die Ergebnisse der Arbeit entstehen in Kooperation mit den Anliegenbringern, die auch während der Aufstellungsarbeit ihre eigenen Ideen, Sichtweisen und Fragen einbringen können.
- Strukturaufstellungen sind lösungsorientiert angelegt. Basis bildet dafür die Methode der lösungsfokussierten Kurztherapie, die in den siebziger Jahren von Steve de Shazer und Insoo Kim Berg entwickelt wurde.[13]
- Die Arbeit in der Systemischen Strukturaufstellung ist geprägt von der wertschätzenden und stützenden Haltung des Therapeuten bzw. Leiters, die insbesondere Virginia Satir den Klienten gegenüber einnahm und befürwortete. Weder haben stärkere Provokationen darin einen Platz, noch wird ein Prozess vom Leiter autoritativ beendet.
- Es können auch abstrakte Elemente aufgestellt werden, beispielsweise „Das, was noch fehlt“ oder „Das, was dann da wäre“.

## Nachweisbarkeit der Wirksamkeit
Es gibt inzwischen wissenschaftliche Studien, die die Wirksamkeit und Validität der Systemischen Aufstellung belegen. Die erste empirische Studie lieferte 2004/2005 Peter Schlötter mit seiner Dissertation „Empirische Studie zur Semantik in Systemischen Aufstellungen“, erschienen im Verlag für Systemische Forschung (Carl-Auer-Verlag) unter dem Titel „Vertraute Sprache und ihre Entdeckung – Systemaufstellungen sind kein Zufallsprodukt – der empirische Nachweis“. Am Institut für Medizinische Psychologie, Universitätsklinikum Heidelberg untersuchte der interdisziplinäre Sonderforschungsbereich „Ritualdynamik“ (SFB 619) von 2002 bis 2013 u. a. die „Wirksamkeit und Ritualdynamik von Systemaufstellungen“, siehe: Schweitzer, J., Bornhäuser, A., Hunger, C., Weinhold, J. (2012). „Wie wirksam sind Systemaufstellungen? Bericht über ein laufendes Forschungsprojekt.“. Die Heidelberger Studie weist „statistisch kleine und mittlere Effekte (nach), die sich sowohl nach zwei Wochen als auch nach vier Monaten zeigen.“ Weitere wissenschaftliche Wirksamkeitsuntersuchungen wurden unter „Wirksamkeit von Systemaufstellungen: Explorative Ergebnisse der Heidelberger RCT-Studie.“, „Dreierlei Wirksamkeit: Forschung über Systemaufstellungen.“ und „Mid- and long-term effects of family constellation seminars in a general population sample: 8- and 12-month follow-up.“ veröffentlicht. Auch im Bereich Organisationsberatung und Konfliktmanagement liegen inzwischen evaluierte Studien zur Wirksamkeit der Systemischen Aufstellung vor.
Eine aktualisierte systematische Übersichtsarbeit von 2020 analysierte insgesamt 14 Studien mit 11 unabhängigen Stichproben und 590 Teilnehmenden. Von diesen 14 Studien berichteten 11 Studien statistisch signifikante Verbesserungen nach Teilnahme an Familienaufstellungen, mit Effektgrößen zwischen keinem Effekt (Cohens d = 0,02) bis zu großem Effekt (Cohens d = 1,02). Relevant ist die Erkenntnis, dass Studien mit positiver Wirksamkeit eine höhere methodische Qualität aufwiesen als Studien ohne nachgewiesene Wirksamkeit.
Die psychotherapeutische Behandlung von Erwachsenen wurde vom Gemeinsamen Bundesausschuss positiv bewertet, sodass sie seit Januar 2020 als Leistung der gesetzlichen Krankenversicherung (GKV) für Erwachsene zur Verfügung steht. Im Januar 2024 wurde die systemische Therapie auch für Kinder und Jugendliche als Kassenleistung aufgenommen.

## Beispiele

### Problemaufstellung
Diese Form der Aufstellung kann für unterschiedlichste Arten von Problemlösungen eingesetzt werden. Dabei werden folgende Systemelemente aufgestellt:
- Fokus – Träger des Problems (z. B. eine Person oder eine Gruppe),
- Ziel – das, was (zurzeit) nicht erreicht werden kann,
- Hindernisse – das, was sich der Zielerreichung in den Weg stellt,
- Ressourcen – das, was nötig ist, um eine Lösung zu erreichen,
- Gewinn – der Nutzen, der resultiert, wenn das Problem bestehen bleibt (z. B. solange das Problem da ist, braucht man nichts zu ändern),
- Zukünftige Aufgabe – das, was zu tun ist, wenn das Ziel erreicht ist.

### Tetralemmaaufstellung
Diese Aufstellungsform kann bei der Lösung von Dilemmas eingesetzt werden. Ein Dilemma zeichnet sich dadurch aus, dass keine Entscheidung zwischen zwei Optionen getroffen werden kann. Diese beiden Optionen werden im Tetralemma (Strukturaufstellung) als „Das Eine“ und „Das Andere“ aufgestellt. Erweitert wird dies durch die weiteren Elemente „Keines von Beiden“ und „Beides“. Hinzu kommt noch ein fünftes Element, die sogenannte „Nicht-Position“. Als Repräsentant für den Klienten wird das Element „Fokus“ aufgestellt.
Während der Aufstellung wird die Sichtweise zum Entscheidungsproblem (zwischen den Elementen „Das Eine“ und „Das Andere“) erweitert, indem die zwei weiteren Elemente („Keines von Beiden“ und „Beides“) einbezogen werden. Dadurch wird die anfängliche „Entweder-oder“-Sichtweise erweitert. Eine Musterunterbrechung ist erreicht, wenn der Fokus durch einen sogenannten „kreativen Schritt“ eine völlig neue Position einnehmen kann – die „Nicht-Position“.
Grundlage für die Tetralemmaaufstellung bildet die indische Argumentationsform des Tetralemmas. Diese wurde bei Gericht verwendet, um eine Klärung zwischen den Positionen des Klägers und des Angeklagten zu erreichen. Neben den Möglichkeiten, dass einer von beiden recht hat, wurde so auch in Betracht gezogen, dass entweder beide oder keiner von beiden recht hat. Diese Argumentationsstruktur wurde von Nagarjuna, einem buddhistischen Gelehrten, um eine fünfte Position erweitert. Diese wird in der buddhistischen Logik als vierfache Verneinung bezeichnet (sie entspricht in der Tetralemmaaufstellung dem Element „Nicht-Position“).

### Körperstrukturaufstellung
Dabei werden Vertreter für Körperelemente (z. B. Körperteile oder innere Organe) aufgestellt. Erweitert werden kann die Aufstellung um äußere Einflüsse und Hilfsmittel (z. B. Medikamente, Behandlungen). Zusammenhänge und Einflüsse können so während der Aufstellungsarbeit besser erkannt werden. Eine Körperaufstellung ist kein Ersatz für eine medizinische Behandlung, kann diese aber unterstützen.

### Glaubenspolaritätsaufstellung
Es werden die Elemente „Erkenntnis“, „Liebe“ und „Ordnung“ in Form eines Dreiecks aufgestellt. Ziel der Aufstellung ist die Nutzung dieser Elemente als Kraftquelle für den Klienten, für den das Element „Fokus“ aufgestellt wird. „Glaubenssätze“, die den Klienten belasten, werden am Beginn der Aufstellung durch den Fokus ausgesprochen. Während der Aufstellungsarbeit wird der Fokus oft zu diesen Glaubenssätzen befragt. Der Klient kann dadurch beobachten, in welchen Situationen und bei welchen Ritualen diese Glaubenssätze besonders stark vorhanden sind und wie sie sich verändern.

### Syllogistische Aufstellung
Diese Aufstellungsform kann zur Überprüfung von Vorurteilen und erstarrten Haltungen angewendet werden. Dabei werden zum Beispiel die Elemente „Immer“, „Nie“, „Manchmal“ und „Manchmal nicht“ aufgestellt. Grundlage bildet das syllogische Quadrat der aristotelischen Logik, die dieser Aufstellung auch den Namen gab. Ein anderes Beispiel: „Alle“, „Keine“, „Einige“, „Einige nicht“.

### Wertequadratstrukturaufstellung
Abgeleitet aus der Syllogischen Aufstellung zeigt Varga von Kibéd auch die ethische Seite der aristotelischen Logik im sogenannten Wertequadrat auf. Dabei stehen zwei Werten (z. B. „Respektvoller Umgang“ und „Direktes, persönliches Feedback“), die in einem positiven Spannungsverhältnis stehen, zwei Übertreibungen (in diesem Beispiel „Fried-Höflichkeit“ und „Streitlust/destruktive Kritik“) gegenüber.
Vergleiche: Wertequadrat von Nicolai Hartmann, Paul Hellwig bzw. Friedemann Schulz von Thun

### Drehbuchstrukturaufstellung
Diese Aufstellung wird zur Entwicklung und Überarbeitung von Drehbüchern verwendet. Im Gegensatz zu anderen Aufstellungen ist hier die schnelle Lösung von Konflikten und Problemen nicht vorrangiges Ziel. Bei Drehbüchern sind oft gerade versteckte Probleme und tiefe Konflikte besonders interessant und für die Handlung von großer Wichtigkeit. Speziell bei dieser Aufstellung wird die Methode der „spontanen Veränderung“ der Repräsentanten eingesetzt. Dabei verändern die Repräsentanten zeitgleich ihre Position geringfügig in die Richtung, die ihnen passend erscheint. Danach wird die Veränderung des Gesamtsystems analysiert.

### Metaaufstellung
Man spricht von einer Metaaufstellung, wenn ein Aufstellungsformat innerhalb eines anderen Aufstellungsformats stattfindet. Beispielsweise kann im Rahmen einer Tetralemmaaufstellung ein Kontext eröffnet werden, in dem (z. B. eine Familienstrukturaufstellung) stattfindet.